# Panometro di Dresda
Il Panometro di Dresda o semplicemente Panometro, è un ex gasometro, situato nell'omonima città in Germania, riconvertito in galleria espositiva.
Al suo interno sono esposte delle gigantografie panoramiche dell'artista austriaco Yadegar Asisi.
La struttura, che si trova nei pressi del centro abitato di Reick, fu costruita tra il 1879 e il 1880. L'edificio ha un'altezza di 39 metri e un diametro di 54 metri.